# Campionati europei juniores di scherma 1994
I Campionati europei juniores di scherma del 1994 (1994 European Juniors Fencing Championships) sono stati organizzati dalla Confederazione europea di scherma e si sono svolti a Cracovia, in Polonia.
Nel fioretto, si sono aggiudicati i titoli di campione europeo l'italiano Salvatore Sanzo, che ha battuto in finale il tedesco Christian Schlechtweg, e la tedesca Gesine Schiel che ha avuto la meglio sulla francese Adeline Wuillème.
Nella spada il polacco Robert Andrzejuk ha battuto in finale il bielorusso Andrei Murashka, mentre tra le donne la ceca Tereza Tesarova ha superato la magiara Hajnalka Tóth.
Nella sciabola il magiaro Domonkos Ferjancsik ha prevalso sul francese Hervé Charron.

## Podi

### Uomini
| Specialità  | Oro                 | Argento               | Bronzo                      |
| Individuali |                     |                       |                             |
| Fioretto    | Salvatore Sanzo     | Christian Schlechtweg | Lefevre Egorov              |
| Spada       | Robert Andrzejuk    | Andrei Murashka       | Alfredo Rota Claus Mørch    |
| Sciabola    | Domonkos Ferjancsik | Hervé Charron         | Dmitrij Lapkes Michael Herm |

### Donne
| Specialità  | Oro             | Argento          | Bronzo                             |
| Individuali |                 |                  |                                    |
| Fioretto    | Gesine Schiel   | Adeline Wuillème | Julia Starostina Magdolna Madarasz |
| Spada       | Tereza Tesarova | Hajnalka Tóth    | Cristiana Cascioli Silvia Rinaldi  |